# Microplitis vitellipedis
Microplitis vitellipedis is een insect dat behoort tot de orde vliesvleugeligen (Hymenoptera) en de familie van de schildwespen (Braconidae). De wetenschappelijke naam van de soort werd voor het eerst geldig gepubliceerd door Li, Tan & Song in 2009.